# PGC 70637
LEDA/PGC 70637, auch als UGC 12403 bezeichnet, ist eine Balken-Spiralgalaxie vom Hubble-Typ SBc im Sternbild Pegasus nördlich der Ekliptik, die schätzungsweise 210 Millionen Lichtjahre von der Milchstraße entfernt ist. 
Gemeinsam mit NGC 7515, NGC 7535, NGC 7536, NGC 7563, NGC 7570, NGC 7580, PGC 70557 und PGC 70558 bildet sie die NGC 7515-Gruppe oder LGG 471.